# حنین
حنین یک عارضه جغرافیایی در عربستان سعودی است که در استان مکه واقع شده‌است.

## خصوصیات
حنین ۱٬۸۷۹ متر بالاتر از سطح دریا واقع شده‌است.